# José Lanzellotti
José Lanzelotti (São Paulo, 21 de julho de 1926 - 12 de junho de 1992) foi um pintor e ilustrador de histórias em quadrinhos brasileiro.

## Biografia
Filho de Bartholomeu Lanzellotti e Filomena Lanzellotti, José Lanzelotti viajou pelo Brasil fazendo pesquisas sobre o folclore brasileiro, em 1949, integrou a Expedição Roncador-Xingu dos Irmãos Villas-Bôas.
Foi casado com a artista plastica e ceramista, Celina Muller, hoje aos 9O anos de idade (2O19). 
Ilustrou diversas publicações sobre a história, cultura e o folclore brasileiro, como o Atlas de Educação Moral e Cívica,  "Brasil, história costumes e lendas" (Editora Três) O escritor Afonso Schmidt chegou a comparar seu trabalho com o de Jean-Baptiste Debret, chamando-o de "O Debret do Século XX" Para a editora Forma, ilustrou Estórias e Lendas do Brasil, com textos de Gonçalves Ribeiro.
Como quadrinista, retratou o cangaço em: Raimundo, o Cangaceiro criado em 1953 para a revista Aliança Juvenil da editora Aliança, na década de 1960, a série ganharia uma revista pela editora Pan Juvenil, o folclore com a revista Curupira para a editora Bentivegna e uma adaptação da história da Iara para a Revista Crás! publicada pela Editora Abril em 1974. em 1979, foi responsável por elaborar o figurino do filme Iracema, a Virgem dos Lábios de Mel, baseado no romance Iracema de José de Alencar.
José Lanzellotti morreu assassinado em sua própria casa em São Paulo, em 12 de junho de 1992.